# 신도촌 (오사카부)
신도촌(일본어: 新堂村)은 일본 오사카부 미나미카와치군에 설치되었던 촌이다. 현재의 돈다바야시시 북부에 해당한다.

## 역사
- 1889년 4월 1일 - 정촌제 시행에 의해 야카미군 가나오카촌이 성립하였다.
- 1896년 4월 1일 - 군 통합에 의해 미나미카와치군이 성립하였다.
- 1942년 4월 1일 - 구 돈다바야시정. 기시촌. 오토모촌, 가와니시촌, 니시코리촌, 오가타촌과 합병해 새로운 돈다바야시정이 성립하여, 동일 신도촌은 폐지되었다.

## 교통

### 철도
- 오사카 철도
  - 나가노선 (현 긴테쓰 나가노선)

## 참고문헌
- 角川日本地名大辞典 27 大阪府